# Letebo (naturreservat)
Letebo är ett naturreservat i Marks kommun i Västra Götalands län.
Området är naturskyddat sedan 2013 och är 30 hektar stort. Reservatet omfattar sydostbranter ner till Stora Hornsjön sydväst om byn Letebo.  Reservatet består av gammal ädellövskog.